# Elecciones parlamentarias de Portugal de 1983
Las elecciones parlamentarias de Portugal de 1983 se celebraron el 25 de abril de ese año, con el propósito de elegir a los miembros de la Asamblea de la República.
Con una abstención del 22,21%, los resultados fueron los siguientes:
| Elecciones legislativas portuguesas de 1983                  |           |        |         |
| Partido                                                      | Votos     | %      | Escaños |
| Partido Socialista (PS)                                      | 2.061.309 | 36,11  | 101     |
| Partido Social Demócrata (PSD)                               | 1.554.804 | 27,24  | 75      |
| Alianza Pueblo Unido (APU)                                   | 1.031.609 | 18,07  | 44      |
| Centro Democrático Social (CDS)                              | 716.705   | 12,56  | 30      |
| Partido Demócrata Cristiano (PDC)                            | 39.180    | 0,69   | 0       |
| Partido Popular Monárquico (PPM)                             | 27.635    | 0,48   | 0       |
| Unión Democrática Popular (UDP)                              | 27.260    | 0,48   | 0       |
| UDP/PSR                                                      | 25.222    | 0,44   | 0       |
| PCTP/MRPP                                                    | 20.995    | 0,37   | 0       |
| Partido de los Trabajadores de la Unidad Socialista (POUS)   | 19.657    | 0,34   | 0       |
| Partido Socialista Revolucionario (PSR)                      | 13.327    | 0,23   | 0       |
| Frente de la Izquierda Revolucionaria (FER)                  | 11.500    | 0,20   | 0       |
| Organización Comunista Marxista-Leninista Portuguesa (OCMLP) | 6.113     | 0,11   | 0       |
| Partido Democrático del Atlántico (PDA)                      | 5.523     | 0,10   | 0       |
| Votos en blanco                                              | 42.494    | 0,74   |         |
| Votos nulos                                                  | 104.276   | 1,83   |         |
| Total                                                        | 5.707.695 | 100,00 | 250     |